# Lumbricillus pumilio
Lumbricillus pumilio är en ringmaskart som beskrevs av Stephenson 1932. Lumbricillus pumilio ingår i släktet Lumbricillus och familjen småringmaskar. Inga underarter finns listade i Catalogue of Life.